# Dolmen des Puades
Le dolmen des Puades est un dolmen situé à Saint-Cézaire-sur-Siagne dans le département français des Alpes-Maritimes.

## Historique
L'édifice a été découvert par Bourguignat en 1866 et vidé peu de temps après. Ce dolmen fait l’objet d’une inscription au titre des monuments historiques depuis le 26 avril 1989.

## Description
Le dolmen est inclus dans un tumulus de 10 m de diamètre. La chambre est orientée rigoureusement est-ouest. Elle mesure 1,75 m de longueur sur 1,65 m de largeur. Elle est délimitée par une grande dalle de chevet, deux orthostates et deux murets en pierres sèches. Elle est précédée d'un couloir de 3 m de long sur 0,85 à 0,95 m de large. Plusieurs fragments de dalles sont visibles à l'extérieur de la chambre.
Des ossements humains y ont été découverts. Le mobilier funéraire comporte des outils (pointe de flèche en fer, 3 pointes de flèches en silex, galets de quartz, poinçon en os), des éléments de parure (canines de sangliers percées, bracelets en bronze, coquilles), des tessons de poteries décorées et des charbons de bois. L'ensemble correspond à une utilisation durant le Chalcolithique avec réutilisation à l'âge du fer.